# Campanula dersimensis
Campanula dersimensis — вид квіткових рослин з родини дзвоникових (Campanulaceae).

## Поширення
Новий вид ендемічний для східноанатолійського регіону Туреччини.

## Діагностика
Campanula dersimensis схожа на C. quercetorum і C. yildirimlii. Його легко відрізнити від них, передусім тим, що стебла прямовисні, темно-зелені, нерозгалужені або коротко розгалужені у верхній половині; задня поверхня стебла поверхня листя волохаті; приквітки довжиною 4–20 мм, чітко запушені; частки чашечки загострені назад, лінійно-ланцетні, до верхівки загнуті назад; придатки чашечки присутні, до 1 мм завдовжки; віночок від світло-зеленувато-жовтого до жовтувато-білого, зовні переважно голий; капсула широкояйцеподібно-циліндрична у зрілому стані, гола.